# شجايلو
شجايلو هي قرية في مقاطعة خدا أفرين، إيران. عدد سكان هذه القرية هو 286 في سنة 2006.